# 八名村
八名村（やなむら）は、愛知県八名郡にかつて存在した村。
現在の新城市東南部、豊川の東岸に該当し、東と南は静岡県と接する。
2005年10月の新設合併後、旧村域に八名地域自治区が置かれている。
村名は八名郡に由来。明治維新時には半原藩陣屋、のち八名郡役所や富岡警察署の置かれた村であった。

## 歴史
- 江戸時代末期、この地域は吉田藩領、半原藩領、旗本領、寺社領などであった。
- 1875年（明治8年） - 半原村と下宇利村が合併し、富岡村となる。
- 1889年（明治22年）10月1日 -
  - 八名井村、一鍬田村、庭野村が合併し、長部村となる。
  - 富岡村、小畑村、黒田村、中宇利村が合併し、富岡村となる。
- 1906年（明治39年）7月1日 - 長部村と富岡村が合併し、八名村となる。
- 1955年（昭和30年）4月15日 - 南設楽郡新城町、東郷村、千郷村、八名郡舟着村と合併し、改めて南設楽郡新城町となる。
- 1958年（昭和33年）11月1日 - 新城町が市制施行し、新城市となる。

## 学校
- 八名村立富岡小学校（1962年に清水野小学校と統合。現・新城市立八名小学校）
- 八名村立清水野小学校（1962年に富岡小学校と統合。現・新城市立八名小学校）
- 八名村立宇理小学校（1969年に八名小学校に統合）
- 八名村立八名井小学校（1966年に八名小学校に統合）
- 八名村立庭野小学校（現・新城市立庭野小学校）
- 八名村立八名中学校（現・新城市立八名中学校）

## 神社・仏閣
- 車神社
- 牟呂用水神社
- 唐土神社